# Mednarodni matematični Kenguru
Mednarodni matematični Kenguru je mednarodno matematično tekmovanje. Mladi iz več kot 30 držav sočasno rešujejo naloge na različnih stopnjah, od prvega razreda devetletne osnovne šole do zaključnega letnika srednje šole. To tekmovanje je najbolj množično preskušanje znanja matematike, zaradi igrivo in zabavno zastavljenih matematičnih problemov pa sodi tudi med najbolj priljubljena tekmovanja. Hkrati pa je na nekaterih stopnjah uporabljeno kot izbirno tekmovanje za klasična tekmovanja v znanju matematike, ki dosežejo svoj vrh na Mednarodnih matematičnih olimpijadah.

## Zgodovina tekmovanja
Začetki tekmovanja segajo v leto  1994, ko so se na sedežu Sveta Evrope v Strasbourgu zbrali organizatorji matematičnih tekmovanj  iz številnih evropskih držav (tudi iz Slovenije). Takrat se je porodila ideja o enotnem tekmovanju, ki bi služilo popularizaciji matematike med mladimi. 
To zamisel je v Avstraliji že uresničil profesor matematike Peter O'Halloran. Med Avstralci je tekmovanje doseglo izredno velik uspeh. Ker je ideja o takem tekmovanju prišla iz Avstralije, dežele kengurujev, se tekmovanje imenuje Evropski matematični kenguru.
Leta 2005 se je tekmovanje preimenovalo v Mednarodni matematični kenguru, saj na tekmovanju sodeluje vse več ne evropskih držav.

## Priznanja in nagrade
Za uspeh na tekmovanju prejmejo tekmovalci Bronasto Vegovo priznanje. Najboljši učenci na tekmovanju, ki so hkrati uspešni tudi na državnem tekmovanju za Zlato Vegovo priznanje se udeležijo ekskurzije v organizaciji DMFA. Najuspešnejši temovalci na tekmovanju Mednarodni matematični Kenguru se uvrstijo na področno tekmovanje za Srebrno Vegovo priznanje.
Učenci, ki v vseh devetih letih šolanja v osnovni šoli osvojijo Bronasto Vegovo priznanje, prejemejo ob zaključku šolanja priznanje Diamantni kenguru.
3 najuspešnejši učenci v generaciji, ki v tistem letu zaključuje OŠ, po številu točk, zbranih v vseh razredih OŠ, prejme tudi nagrado in pokal na posebni slovesnosti. Skupaj lahko učenec zbere 755 točk. Priznanja Diamantni kenguru so prvič podelili leta 2012.

## Naloge
Naloge so izbirnega tipa s petimi možnimi odgovori, napačni odgovori pa prinesejo odbitek četrtine vrednosti naloge. V Sloveniji tekmovanje vodi DMFA.
- Primer naloge s Kenguruja:

Kenguru se s skakalne deske odrine 1 m v višino in po 5 m padanja je 2 m pod vodo. Koliko metrov nad vodno gladino je skakalna deska?
- (A) 2
- (B) 3
- (C) 4
- (D) 5
- (E) Skakalna deska je pod vodo

primer iz Kenguruja: koliko deliteljev ima število 2009?
- (A)2
- (B)3
- (C)4
- (D)5
- (E)6

Naloge s tekmovanj so zbrane tudi v dveh knjigah. Zbirka nalog

## Statistika
Na tem tekmovanju vsako leto tekmujejo več kot 3 milijoni osnovnošolcev in srednješolcev iz več kot 30 držav. V Sloveniji se ga je leta 2006 udeležilo kar 90 tisoč tekmovalcev.